# .pa
.pa為巴拿馬國家及地區頂級域（ccTLD）的域名。該域名於1994 年 5 月 25 日啟用，由 NIC-Panama 負責管理。雖然PA也是美国宾夕法尼亚州和巴西帕拉州的字母縮寫，但該域名在這兩個地方並不普及。

## 外部連結
- IANA .pa whois information（页面存档备份，存于）